# Gail Sherriff
Gail Chanfreau (de soltera Sherriff; nacida el 3 de abril de 1945), también conocida como Gail Lovera y Gail Benedetti, es una ex jugadora de tenis amateur y profesional francesa.

## Carrera en el tenis
Chanfreau nació en Australia, pero se mudó a Francia en 1968. Chanfreau hizo su primera aparición en la Copa Federación de 1966 por el equipo de Australia. Jugó para el equipo de Francia desde 1969 hasta 1980.
Cuando Gail venció a su hermana Carol Sherriff, quien llegó a la tercera ronda del Abierto de Australia en cinco ocasiones, por 8–10, 6–3, 6–3 en la segunda ronda del Campeonato de Wimbledon de 1966, fue el segundo partido entre hermanas en Wimbledon, el primero fue en el 1884 Wimbledon Championships cuando Maud Watson venció a Lillian. El siguiente partido en Wimbledon entre hermanas fue en Campeonato de Wimbledon de  2000  entre Serena y Venus Williams.
Chanfreau llegó a los cuartos de final del Abierto de Australia en 1967 y 1972, y a los cuartos de final del Abierto de Francia en 1968 y 1971. Ganó el dobles del Abierto de Francia en 1967, 1970 y 1971 con Françoise Dürr y en 1976 con Fiorella Bonicelli.
En el Cincinnati Masters, llegó a la final de individuales en 1969, pero perdió ante la futura integrante del Salón Internacional de la Fama del Tenis Lesley Turner Bowrey, 1–6, 7–5, 10–10 ret.
Fue campeona internacional de veteranos en dobles mixtos en 1968 y 1975 con Pierre Darmon.

## Vida personal
Se casó con el jugador de tenis francés Jean-Baptiste Chanfreau en 1968 y se mudó a Francia. Su segundo matrimonio fue con otro jugador de tenis francés, Jean Lovera.

## Finales de torneos de Grand Slam

### Dobles: 7 (4 títulos, 3 subcampeonatos)
| Resultado | Año  | Campeonato                | Superficie | Compañera          | Oponentes                        | Marcador      |
| --------- | ---- | ------------------------- | ---------- | ------------------ | -------------------------------- | ------------- |
| Victoria  | 1967 | Torneo de Roland Garros   | Arcilla    | Françoise Dürr     | Annette Van Zyl Pat Walkden      | 6–2, 6–2      |
| Victoria  | 1970 | Torneo de Roland Garros   | Arcilla    | Françoise Dürr     | Rosemary Casals Billie Jean King | 6–1, 3–6, 6–3 |
| Victoria  | 1971 | Torneo de Roland Garros   | Arcilla    | Françoise Dürr     | Helen Gourlay Kerry Harris       | 6–4, 6–1      |
| Derrota   | 1971 | Abierto de Estados Unidos | Césped     | Françoise Dürr     | Rosemary Casals Judy Tegart      | 3–6, 3–6      |
| Derrota   | 1974 | Torneo de Roland Garros   | Arcilla    | Katja Burgemeister | Chris Evert Olga Morozova        | 4–6, 6–2, 1–6 |
| Victoria  | 1976 | Torneo de Roland Garros   | Arcilla    | Fiorella Bonicelli | Kathleen Harter Helga Masthoff   | 6–4, 1–6, 6–3 |
| Derrota   | 1978 | Torneo de Roland Garros   | Arcilla    | Lesley Turner      | Mima Jaušovec Virginia Ruzici    | 7–5, 4–6, 6–8 |